# Haus zum Salmen

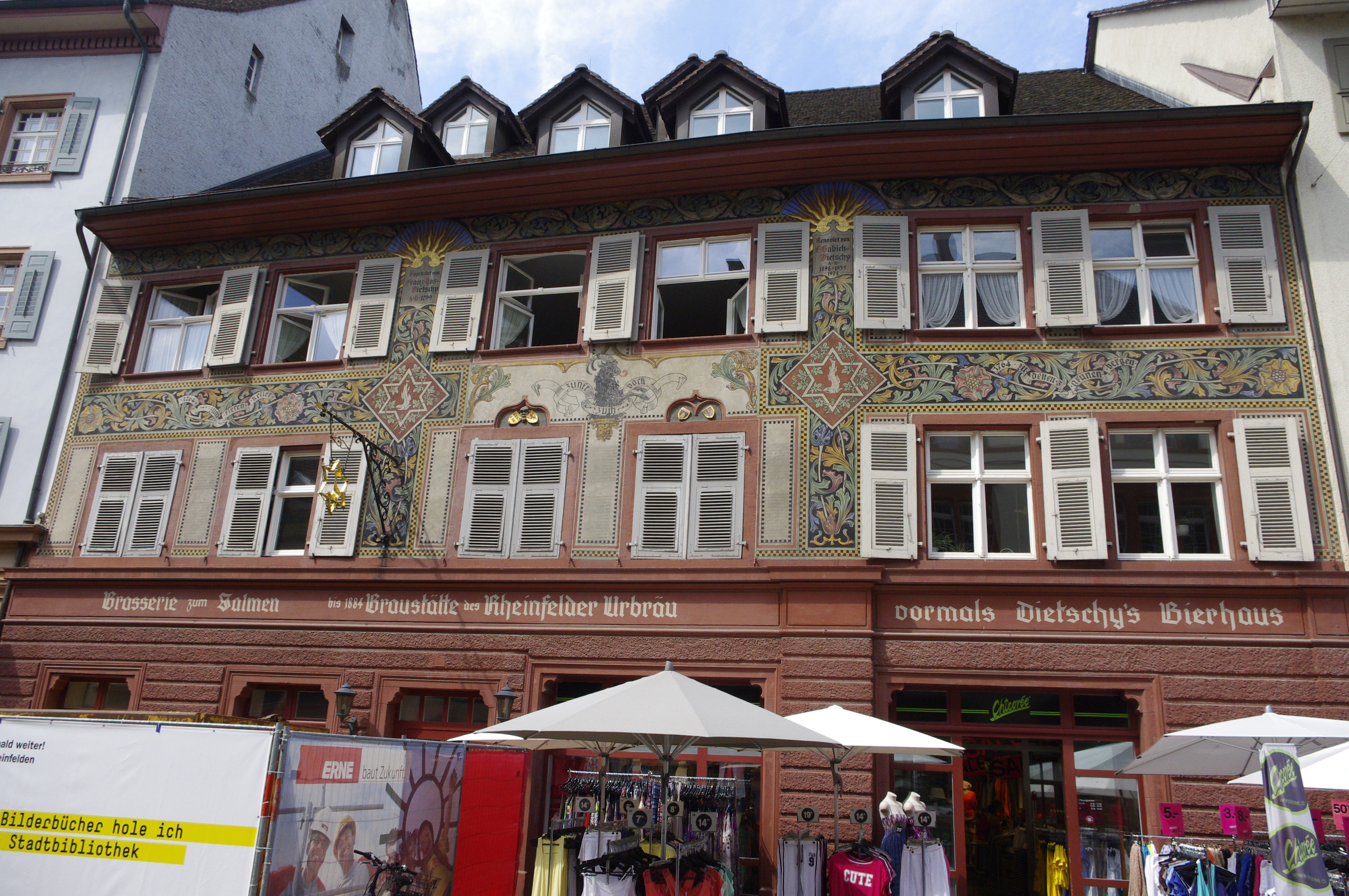
Haus zum Salmen

Das Haus zum Salmen ist ein denkmalgeschütztes Gebäude in Rheinfelden im Kanton Aargau. Das im späten 18. Jahrhundert entstandene Bauwerk befindet sich im nördlichen Teil der Altstadt an der Marktgasse, in unmittelbarer Nähe des Rathauses. Über zwei Jahrhunderte lang diente das Gebäude als Gaststätte; 1799 war es Gründungsort der Brauerei Salmenbräu. Seit 2015 ist darin die Stadtbibliothek untergebracht.

## Geschichte
Oberamtmann Johann Bürgin fasste im Jahr 1739 drei Gebäude zur heutigen Liegenschaft zusammen. Der östlichste Vorgängerbau war Sitz der Zunft zum Bock. 1799 kaufte der Schweinehändler Franz Joseph Dietschy den Gebäudekomplex mitsamt dem dazugehörenden Tavernen- und Braurecht. Er gab ihm den Namen «zum Salmen», liess ein neues Dach errichten und die Fassade an der Marktgasse vereinheitlichen. Bis 1805 entstanden drei Gewölbekeller, hinzu kam rückwärtig ein zweistöckiges Brauhaus. Um 1840 liess Dietschy eine Terrasse entlang dem Rhein errichten. 1843 erweiterten seine Nachkommen den Betrieb um weitere Produktionsgebäude. Nachdem die Brauerei Salmenbräu eine neue Produktionsstätte westlich der Altstadt bezogen hatte, entstand 1888/89 hinter dem Gasthaus ein Fest- und Konzertsaal nach Plänen von Franz Habich. 1898 schmückte Josef Gutbrod die Gassenfassade mit Malereien.
Der im Jahr 1930 vergrösserte Festsaal wurde 1989/90 abgebrochen, die frei gewordene Fläche 1991 neu bebaut. Die Gaststätte war bis 2012 in Betrieb und stand danach einige Monate lang leer. Im Juni 2013 kaufte die Stadt Rheinfelden das Gebäude für 1,1 Millionen Franken, um darin die von Platzmangel betroffene Stadtbibliothek unterzubringen. Die Eröffnung der Bibliothek in den neuen Räumlichkeiten erfolgte am 8. März 2015.

## Bauwerk
Das dreigeschossige Gebäude ist mit einem geknickten Satteldach gedeckt, das mit Lukarnen bestückt ist. Die der Marktgasse zugewandte Fassade besitzt im Erdgeschoss eine dunkelrote Fassung. Durch Gesimsgurte davon abgesetzt sind die beiden Obergeschosse, die mit bunten Neorenaissance-Malereien verziert sind. Reste schmaler spätgotischer Fenster sind im ersten Obergeschoss über den mittleren beiden Öffnungen erhalten geblieben, in Form von Blendmasswerk-Kielbögen. Diese sind mit den Wappen der vier Waldstädte (Rheinfelden, Laufenburg, Säckingen und Waldshut) besetzt. Das dazwischen aufgemalte Hauszeichen zeigt einen steigenden Steinbock im Profil, umschlungen von einer Banderole mit der Inschrift «Zunft zum Bock». Beidseits des zentralen Achsenpaars sind Inschriften und mit Lachsen verzierte Brausterne zu finden.